# Alfred Cluysenaar
Pour les articles homonymes, voir Cluysenaar.
Jean André Alfred Cluysenaar, né à Bruxelles le 24 septembre 1837 et mort à Saint-Gilles le 23 novembre 1902, est un peintre belge. 

## Biographie
Il se forme d'abord à Bruxelles chez François-Joseph Navez, ensuite à Paris chez Léon Cogniet. Il a résidé plusieurs années en Allemagne et en Italie.
Il a réalisé, avec son père Jean-Pierre Cluysenaar, une vaste allégorie de la Vérité, de la Bonté et de la Beauté sur un plafond de l'hôtel de ville de Saint-Gilles.
Parmi ses élèves, on compte Marguerite Robyns et Émile Sacré.
En janvier 1895, il est élu membre de la classe des beaux-arts de l'Académie royale des sciences, des lettres et des beaux-arts de Belgique.
Une rue tracée en 1907 porte son nom à Saint-Gilles.

## Œuvres
- Une femme nue, huile sur toile, signé et daté "Cluysenaar 59" (en ligne).
- Les cavaliers de l'Apocalypse, présenté au salon de Paris en 1867.
  - Paul Mantz, Gazette des beaux-arts, 1867, p. 521.
  - S., Journal des beaux-arts et de la littérature, 15 mars 1867, p. 33
- Portrait de M. Degroot, présenté au salon de 1868.
  - Théophile Thoré, Salons de W. Bürger : 1861 à 1868, vol. 2, p. 511.
- Panorama de la bataille de Worth, 1870, lithographie illustrant la couverture d'un plan du jardin de zoologie d'Anvers.
  - A. Ph. Ch. Dejardin, Description des cartes de la province d'Anvers, vol. 1, p. 330.
- Doux souvenirs, signé et daté "A Cluyssenaar 73", huile sur toile, 97,5 × 68,5 cm (en ligne).
- En collaboration avec son père, Jean-Pierre Cluysenaar, une allegorie de la Vérité, de la Bonté et de la Beauté sur un plafond de l'hôtel de ville de Saint-Gilles.
- Henry IV à Canossa, exposé au salon de Bruxelles de 1881[3].
- L'âge de l'empire romain
- La fondation du dogme chrétien
- Portrait de Jean-François Tielemans, 1886, Université libre de Bruxelles - Archives, patrimoine, réserve précieuse.
- Portrait de Egide-Rodolphe-Nicolas Arntz, 19e siècle, Université libre de Bruxelles - Archives, patrimoine, réserve précieuse.
- Portrait de Joseph Van Schoor, 1892, Université libre de Bruxelles - Archives, patrimoine, réserve précieuse.
- Portrait de Louis-François-Joseph de Roubaix, 1887, Université libre de Bruxelles - Archives, patrimoine, réserve précieuse.

## Distinction
- Chevalier de l'ordre de Léopold (18 novembre 1875)[4].